# Gazzetta di Parma
Gazzetta di Parma — ежедневная газета на итальянском языке, выпускаемая в городе Парма, Италия, и некоторых городах одноимённой провинции. Газета фокусируется на местных новостях, т. е. связанных с Пармой.
Является второй старейшей итальянской ежедневной газетой после Gazzetta di Mantova (выпускаемой с 1664 года).

## История
Издание Gazzetta di Parma было основано как еженедельная газета в 1735 году. Среди авторов издания — Джованнино Гуарески, Джузеппе Верди, Артуро Тосканини, Альберто Бевилаккуа, Лука Гольдони и Леонардо Шаша.
Тираж Gazzetta di Parma составлял 43 000 копий в 2007 году.
С 1 марта 2019 года издание возглавляет Клаудио Ринальди, который был нанят в газету в качестве журналиста в 1992 году.

## Тираж
| Год  | Тираж (розница + подписка) |
| ---- | -------------------------- |
| 1985 | 44 886                     |
| 1990 | 49 965                     |
| 1995 | 45 684                     |
| 1996 | 45 707                     |
| 1997 | 45 357                     |
| 1998 | 45 038                     |
| 1999 | 45 028                     |
| 2000 | 44 722                     |
| 2001 | 44 696                     |
| 2002 | 43 096                     |
| 2003 | 42 728                     |
| 2004 | 42 645                     |

| Год  | Тираж  | Diffusione (Италия + зарубежье) |
| ---- | ------ | ------------------------------- |
| 2005 | 53 072 | 43 216                          |
| 2006 | 52 955 | 43 559                          |
| 2007 | 51 954 | 42 596                          |
| 2008 | 51 160 | 42 090                          |
| 2009 | 50 256 | 41 564                          |